# Strohdachhaus Muhen

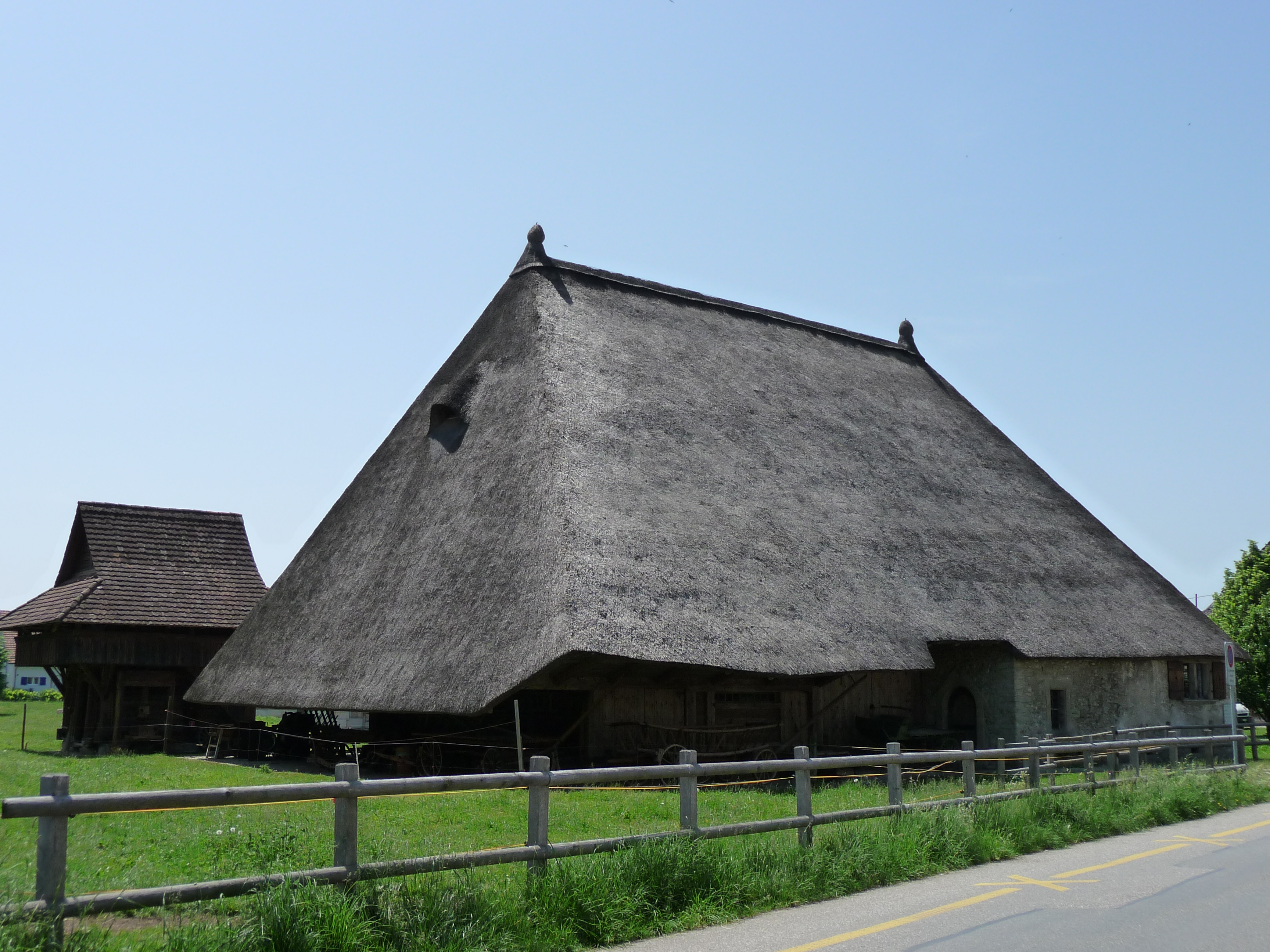
Aussenansicht

Das Strohdachhaus Muhen (auch Strohdachhaus Lüscher, Muhen) ist eines der ältesten Strohdachhäuser im Kanton Aargau und befindet sich an der Hardstrasse 3 in Muhen. Das Dach ist komplett mit handgedroschenem Stroh überdeckt.

## Geschichte
Das genaue Baujahr des Strohdachhauses lässt sich nicht mehr feststellen, da weder urkundlich noch am Gebäude selbst ein Baudatum überliefert ist. Die formierten Architekturteile weisen auf die Mitte des 17. Jahrhunderts hin.
Beim Gebäude wurde, im Gegensatz zu beinahe allen anderen aargauischen Strohdachhäusern, von baulichen Eingriffen Abstand genommen. Seit 1954 ist das Haus nicht mehr bewohnt und wurde im Jahr 1961 von der Aargauischen Vereinigung für Heimatschutz erworben. Am Tag der offiziellen Übergabe ging jedoch infolge Brandstiftung das Gebäude in Flammen auf und wurde bis auf den Wohnteil zerstört.
In den darauf folgenden Jahren (1962/63) wurde unter Mithilfe von Bund, Kanton und dem Heimatschutz das Kulturdenkmal wieder aufgebaut und steht seither als volkskundliches Dokument der Öffentlichkeit zur Besichtigung offen. Im Inneren befindet sich ein bäuerliches Wohnmuseum. Im Jahre 1983 wurde das Strohdachhaus von der Einwohnergemeinde Muhen gekauft.

## Architektur
Das im Holzständerbau errichtete Hochstudhaus weist geradzahlige Proportionen auf. Die Breite des Hauses steht zur Länge im Verhältnis 1:2 und die Breite zur Firsthöhe 1:1. Das Haus selber ist in einen Wohnteil, das Tenn und den Stall unterteilt. Einzig die Nordwestecke des Wohnhauses ist gemauert, wobei dieses Mauerwerk auf die Aussenmauern und den Stock, unter dem sich der gewölbte Webkeller befindet, sowie die Zwischenwand beim Kachelofen, beschränkt ist. Die Küche ist L-förmig um den Stock angelegt und über der Kochstelle befindet sich als Rauchfang eine tonnenförmige Chemihütte, die aus Lehmfaschinen besteht. Südlich der Küche befindet sich die Wohn- und die Schlafstube. In der Wohnstube befindet sich ein Kachelofen mit weissen bemalten Friesen. Das Hausgerüst ist, bis auf den gemauerten Stock an der Nordwestecke und den anschliessenden Schildmauern, ein reines Zimmermannswerk.